# تئاتر کورت
تئاتر کورت (انگلیسی: Cort Theatre) یک سالن تئاتر متعلق به سازمان شوبرت در شهر نیویورک، آمریکا است.
این تئاتر که در سال ۱۹۱۲ تأسیس شده در منطقه تئاتر برادوی قرار دارد و دارای ۱٬۰۸۲ نفر ظرفیت است.